# Nisar Peter Malek
Nisar Peter Malek (* 8. Dezember 1968 in Hamburg) ist ein deutscher Internist und Gastroenterologe.

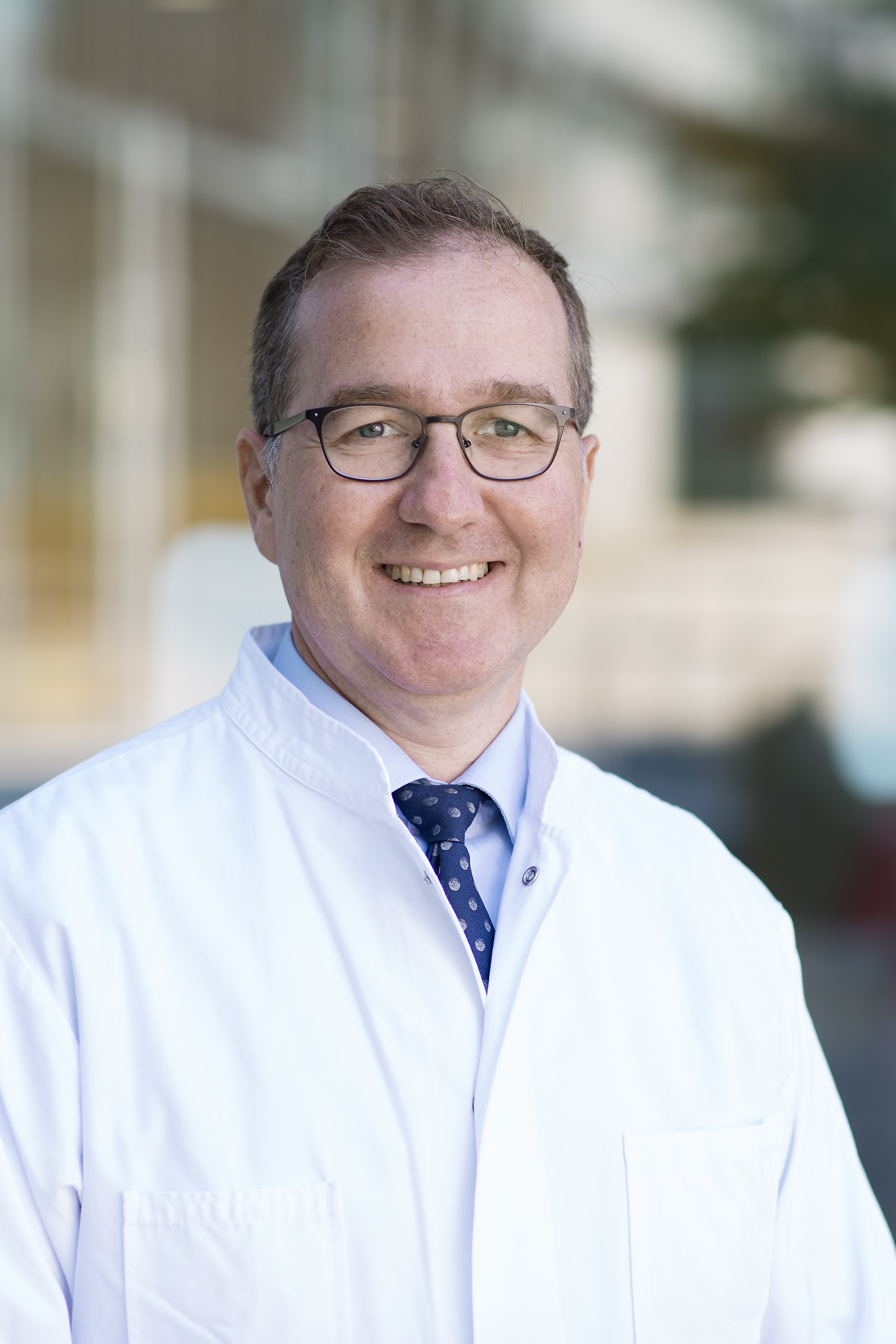
Nisar Peter Malek

## Leben
Nisar Peter Malek ist in Bremen und Niedersachsen aufgewachsen. Nach dem Abitur am Gerhard-Rohlfs-Gymnasium in Vegesack studierte er Humanmedizin an der Medizinischen Hochschule Hannover (MHH). Am dortigen Institut für Molekularbiologie bei Alfred Nordheim wurde er mit einer Untersuchung der Molekulargenetik von Hodentumoren promoviert. Nach Beginn der Facharztausbildung in der Klinik für Gastroenterologie bei Michael P. Manns forschte er zwischen 1999 und 2001 als Stipendiat der Deutschen Forschungsgemeinschaft am Fred Hutchinson Cancer Research Center in Seattle zur molekularen Regulation der Fragen der Zellteilungskontrolle.
Nach Rückkehr nach Deutschland erhielt Malek ein Stipendium der Deutschen Krebshilfe im Rahmen des Max-Eder-Programms zum Aufbau einer Forschungsgruppe am Institut für Molekularbiologie, das von Achim Gossler geleitet wurde. Gleichzeitig übernahm Malek die Leitung des TransMedLab am Helmholtz-Zentrum für Infektionsforschung in Braunschweig, um dort nach Wirkstoffen für die Behandlung von Tumorerkrankungen zu suchen. Nach Erlangung des Facharztes für Gastroenterologie und Ernennung zum Oberarzt an der Medizinischen Hochschule in Hannover erhielt er 2007 die Venia legendi für Innere Medizin an der MHH. Malek wurde 2008 auf eine Professur für Zellteilungskontrolle im Rahmen des Exzellenzclusters Rebirth berufen.
2011 erhielt er einen Ruf auf die Professur für Innere Medizin und Gastroenterologie am Universitätsklinikum Tübingen (UKT), die mit der Übernahme der Leitung der Medizinischen Klinik I verbunden war. Seit 2015 ist Malek Direktor des von ihm gegründeten Zentrums für Personalisierte Medizin am UKT, das gemeinsam mit den Universitätskliniken in Ulm, Freiburg und Heidelberg das ZPM-Netzwerk Baden-Württemberg bildet. Malek ist Co-Sprecher des Sonderforschungsbereiches Transregio 209 Leberkrebs der Deutschen Forschungsgemeinschaft (DFG) und Gründungsdirektor des M3-Forschungsinstituts am UKT. Er ist verheiratet und hat drei Kinder.

## Forschung
Die wissenschaftliche Arbeit von Malek konzentriert sich auf den Bereich der Zellteilungskontrolle als grundlegendem Mechanismus der Krebsentstehung. Der Schwerpunkt dieser Arbeiten liegt im Bereich der gastrointestinalen Tumoren, insbesondere von Leber- und Gallenwegstumoren. Malek forscht hierbei an der Entdeckung von Zielstrukturen für die Entwicklung innovativer Krebsmedikamente.
Zusätzlich befasst sich Malek mit der personalisierten Medizin. Im Rahmen des Netzwerkes des Zentrums für Personalisierte Medizin gelang die Einführung von personalisierten Behandlungsverfahren in die regelhafte Versorgung von Patienten mit fortgeschrittenen Tumorerkrankungen.
Malek ist zudem Gründungsdirektor des in Tübingen angesiedelten M3-Forschungsinstituts (Malignom, Metabolom, Mikrobiom), das die Erforschung der Zusammenhänge von Veränderungen im Mikrobiom auf metabolische und Tumorentstehungsmechanismen untersucht.

## Auszeichnungen und Preise
Malek wurde für seine wissenschaftlichen Arbeiten mit dem Forschungspreis des Johann-Georg-Zimmermann-Preises für Krebsforschung und dem Wissenschaftspreis der Arbeitsgemeinschaft Internistische Onkologie ausgezeichnet.

## Mitgliedschaften
- Deutsche Gesellschaft für Innere Medizin
- Deutsche Gesellschaft für Gastroenterologie
- Arbeitsgemeinschaft Internistische Onkologie

## Schriften (Auswahl)
- D. Ehmann, J. Wendler, L. Koeninger, I. S. Larsen, T. Klag: Paneth cell α-defensins HD-5 and HD-6 display differential degradation into active antimicrobial fragments. In: Proceedings of the National Academy of Sciences. Band 116, Nr. 9, 26. Februar 2019, ISSN 0027-8424, S. 3746–3751, doi:10.1073/pnas.1817376116, PMID 30808760 (pnas.org).
- Ulrich M. Lauer, Martina Schell, Julia Beil, Susanne Berchtold, Ursula Koppenhöfer: Phase I Study of Oncolytic Vaccinia Virus GL-ONC1 in Patients with Peritoneal Carcinomatosis. In: Clinical Cancer Research. Band 24, Nr. 18, 15. September 2018, ISSN 1078-0432, S. 4388–4398, doi:10.1158/1078-0432.CCR-18-0244 (aacrjournals.org).
- Daniel Dauch, Ramona Rudalska, Giacomo Cossa, Jean-Charles Nault, Tae-Won Kang: A MYC–aurora kinase A protein complex represents an actionable drug target in p53-altered liver cancer. In: Nature Medicine. Band 22, Nr. 7, Juli 2016, ISSN 1546-170X, S. 744–753, doi:10.1038/nm.4107 (nature.com).
- Ramona Rudalska, Daniel Dauch, Thomas Longerich, Katherine McJunkin, Torsten Wuestefeld: In vivo RNAi screening identifies a mechanism of sorafenib resistance in liver cancer. In: Nature Medicine. Band 20, Nr. 10, Oktober 2014, ISSN 1546-170X, S. 1138–1146, doi:10.1038/nm.3679 (nature.com).
- Steffen Zender, Irina Nickeleit, Torsten Wuestefeld, Inga Sörensen, Daniel Dauch: A Critical Role for Notch Signaling in the Formation of Cholangiocellular Carcinomas. In: Cancer Cell. Band 30, Nr. 2, 8. August 2016, ISSN 1535-6108, S. 353–356, doi:10.1016/j.ccell.2016.07.005, PMID 27505676.